# Neighbours from Hell
Neighbours from Hell (thường được biết đến với tên tiếng Việt là Gã hàng xóm tinh nghịch) là một trò chơi chiến thuật giải đố do JoWood Productions phát triển và phát hành. Ban đầu, trò chơi được phát hành trên Windows vào năm 2003, sau đó đến GameCube, Xbox, Nintendo DS, Android và iOS.
Một bản nâng cấp (remastered) tổng hợp lại hai phần đầu tiên với tựa đề Neighbours Back from Hell đã được THQ Nordic phát hành trên Windows, Nintendo Switch, PlayStation 4, Xbox One, Android và iOS vào tháng 10 năm 2020. Phiên bản này có tốc độ khung hình cao hơn và đồ họa HD.

## Nội dung
Woody là một người thanh niên bình thường có cuộc sống hạnh phúc, đến khi ông Rottweiler (hàng xóm của anh) xuất hiện làm cho cuộc sống của anh khốn khổ. Woody quyết định trả đũa ông Rottweiler. Trong trò chơi Neighbours from Hell, người chơi di chuyển xung quanh nhà của ông hàng xóm và thực hiện các thủ thuật nhằm trả đũa ông ta. Người chơi là ngôi sao của một chương trình truyền hình mới cùng tên, với máy quay theo dõi mọi cử động khi người chơi đặt bẫy như cưa ghế, đặt xà phòng trên sàn nhà, vẽ râu lên bức tranh và phá hoại đồ dùng trong nhà. Mục tiêu của trò chơi là tạo ra sự lộn xộn, tăng tỉ lệ người xem và giành huy chương. Những trở ngại lớn trong trò chơi bao gồm ông hàng xóm khó tính, chú chó giữ nhà và một con vẹt có tên là Chilli, cả hai con vật này sẽ cố gắng cảnh báo sự hiện diện của Woody cho ông hàng xóm.

## Cách chơi
Mục tiêu của mỗi màn chơi là thực hiện một số trò chơi khăm thô lỗ với ông hàng xóm của Woody bằng cách sử dụng mọi vật phẩm mà người chơi có. Mỗi màn có 4 hoặc 5 khu vực (không bao gồm các màn hướng dẫn). Người chơi phải di chuyển Woody từ khu vực này sang khu vực khác, trong khi ông hàng xóm sẽ di chuyển đến các khu vực đó theo thời gian. Đôi khi, người chơi có thể đánh lạc hướng ông ta theo nhiều cách khác nhau (ví dụ như gọi điện để ông ta xuống nhà dưới) hoặc ông ta sẽ tự động bị phân tâm bởi những việc khác (ví dụ như sơn, giặt quần áo, v.v.). Ông hàng xóm có thú cưng để canh nhà, chẳng hạn như một con vẹt tên là Chilli. Trò chơi bắt đầu với chỉ vài phòng (nhà dưới, phòng tắm, nhà bếp và phòng khách), nhưng khi vượt qua nhiều màn hơn thì sẽ mở khóa nhiều phòng hơn (trong phần 2 là ban công và phòng ngủ, và trong phần 3 là tầng hầm và phòng học), khiến trò chơi trở nên khó khăn hơn.

## Phần tiếp theo
Năm 2004, phần tiếp theo được phát hành có tên là Neighbours from Hell 2: On Vacation. Trong trò chơi này, thay vì ở trong một ngôi nhà thì người chơi được di chuyển đến các địa điểm khác nhau trên khắp thế giới. Lần này người chơi phải thận trọng với cả mẹ của ông hàng xóm, nếu không muốn bị bắt.